# 가시야요코초

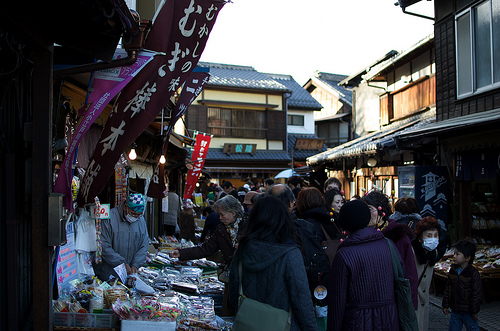
가시야요코초

가시야요코초(菓子屋横丁)는 일본 사이타마현 가와고에시 모토마치에 있는 과자점이 늘어선 상점가이다.